# HD 186901
HD 186901，又名BD+35 3786，SAO 68805、HR 7529，是一颗恒星，视星等为6.43，位于銀經70.79，銀緯5.74，其B1900.0坐标为赤經19h 41m 59.4s，赤緯+35° 5.74′ 49″。